# 胜利广场 (巴勒莫)
胜利广场（意大利语：Piazza della Vittoria）是意大利西西里大区巴勒莫的一个广场。它位于巴勒莫历史中心的阿尔贝加里亚区（Albergaria），诺曼王宫与巴勒莫主教座堂之间，城市的东西主轴线卡萨罗街（Cassaro），即埃马努埃莱街（Corso Vittorio Emanuele）旁。广场上主要是博南诺别墅（Villa Bonanno）的大花园。

## 历史

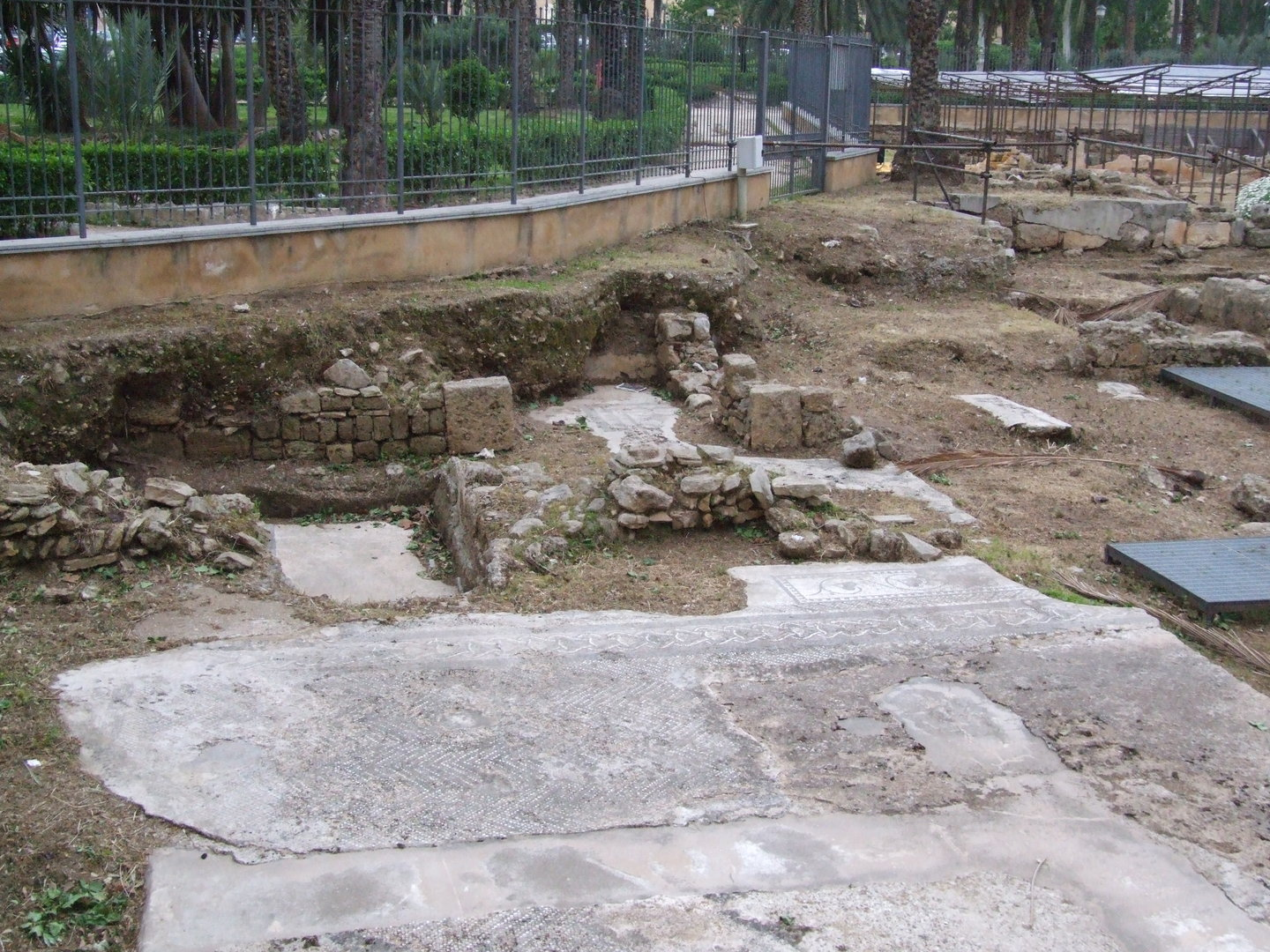
罗马废墟和马赛克

胜利广场位于巴勒莫最古老的地区。事实上，在这个地区，这座城市是由腓尼基人在公元前8世纪建立的。 在罗马时期，该地区被称为古城（Paleopolis）以区别于较晚的新城（Neapolis）。伊斯兰征服西西里岛以后，巴勒莫成为该岛的首都，古城进行设防，在阿拉伯语中称为"al-Halqah"（围栏）。这个阿拉伯语单词后来成为西西里语加尔卡（Galca）。
在16世纪，该地区发生了很大的变化。许多建筑物被拆除，形成一个平坦的空间，称为王宫平地（Piano del Palazzo Reale）。新广场成为巴勒莫公众游行的主要场地。
在19世纪后期，一些考古发掘发现了一些遗址和马赛克， 属于三座罗马贵族住宅。其中一些考古发现现在被安置在安东尼奥萨利纳斯地区考古博物馆。
1905年，广场被新的博南诺别墅占据。这个大花园由朱塞佩·达米亚尼·阿尔梅达设计、以市长彼得罗·博南诺的名字命名。该广场命名为胜利广场，以纪念1820年反对兩西西里王國波旁王朝和驻军的起义。。